# Ruda Wielka
Ruda Wielka (prononciation : [ˈruda ˈvjɛlka]) est un village polonais de la gmina de Wierzbica dans le powiat de Radom de la voïvodie de Mazovie dans le centre-est de la Pologne.
Il se situe à environ 6 kilomètres au nord de Wierzbica (siège de la gmina), 14 kilomètres au sud-ouest de Radom (siège du powiat) et à 102 kilomètres au sud de Varsovie (capitale de la Pologne).
Le village compte approximativement une population de 1404 habitants en 2011.

## Histoire
De 1975 à 1998, le village appartenait administrativement à la voïvodie de Radom.